# Средняя школа № 2 (Витебск)
Средняя школа № 2 (Витебск) — государственное учреждение среднего образования в Железнодорожном районе города Витебска. Полное название — «Государственное учреждение образования „Средняя школа № 2 г. Витебска имени Ф. Т. Блохина“».
Была построена в 1936 году на левом берегу реки Западная Двина как первая в городе «сталинская школа» (так до войны в СССР называли новые школы-десятилетки) возле Оршанской площади (с 1974 года — площадь Победы).

## 1936—1953 годы
До 1936 года витебская школа под номером 2 размещалась в доме № 19 на улице Ветеринарная (ныне 1-я улица Доватора в районе общежитий Ветеринарной академии).
С 1936 года новое здание витебской средней школы № 2 стало в БССР одной из первых больших школ-новостроек и украшением города. Школа была трехэтажной, имела два главных входа, по бокам стояли скульптуры пионера-горниста и пионерки, отдающей пионерский салют.
Школа имела коридорную систему. На первом этаже размещались гардеробы, квартира директора школы и часть кабинетов учащихся младших классов. На втором этаже находились учебные классы, учительская, кабинет директора и кабинет врача с выходом на балкон. На третьем этаже размещались учебные классы, библиотека, химический и физический кабинеты. Лестницы, ведущие к этажам, имели большие тематически оформленные площадки. Школа имела большой пришкольный участок с фруктовым садом. С коллективом учителей около 50 человек, по учебно-воспитательной работе школа считалась в числе лучших школ города.
Во время Великой Отечественной войны в помещении школы находился немецкий госпиталь, потом на крыше — немецкая батарея противовоздушной обороны, затем здание было сильно разрушено и на месте школы остались одни развалины.

## 1954 — по настоящее время
По решению горисполкома, в 1954 году вместо разрушенной нацистами школы было возведено новое четырёхэтажное здание — немного дальше от реки.
На первом этаже размещались кабинет домоводства для девочек, столярная и слесарная мастерские, спортзал, школьный буфет. На втором — кабинеты для младших школьников и пионерская. На третьем этаже, кроме классных комнат, были расположены учительская и библиотека. Фойе третьего этажа украшали стенды о спортивных достижениях школы. На четвёртом этаже находились кабинеты физики, химии и математики.
В 1967 году в школе открылись первые профильные классы по углубленному изучению учебного предмета «Математика». С 1987 года были открыты классы с ранним изучение английского языка. В 1996 году введены профильные классы: гуманитарный, историко-правовой.
1999 год — открылся гимназический класс. В 2015 году в школе возродили традицию профильного обучения по направлениям «Математика/Физика», «Математика/Английский язык» и появилось новое направление «Биология/Химия».
10 мая 2022 года школе присвоили имя Героя Советского Союза Блохина Ф. Т..
Учебная неделя в 1-11 классах — пятидневная. На 2022 год в школе 614 учащихся, работает 124 факультатива. Ежегодно более 85 % выпускников поступают в высшие учебные заведения.